# Пулинська селищна громада
Пулинська селищна громада — територіальна громада в Україні, в Житомирському районі Житомирської області з адміністративним центром в селищі Пулини.

## Загальна інформація
Площа території громади — 528,3 км², кількість населення — 14 033 мешканці (2021).
Станом на 2018 рік, площа території громади становила 337,89 км², кількість населення — 11 943 мешканці.

## Населені пункти
До складу громади входять 1 селище (Пулини) і 39 сіл: Бабичівка, Будище, Буряківка, Веселе, Веснянка, Видумка, В'юнки, В'язовець, Гута-Юстинівка, Зелена Поляна, Івановичі, Колодіївка, Корчівка, Кошелівка, Липівка, Мартинівка, Мирне, Нарцизівка, Неборівка, Новий Завод, Олізарка, Очеретянка, Поплавка, Пулино-Гута, Радецька Болярка, Радецьке Будище, Сколобів, Стара Олександрівка, Тартачок, Трудове, Ужівка, Чернявка, Чехівці, Юлянівка, Ягодинка, Ялинівка, Ясенівка, Ясна Поляна та Ясногірка.

## Історія
Утворена 8 червня 2017 року шляхом об'єднання Пулинської селищної ради та Зеленополянської, Івановицької, Кошелівської, Очеретянської, Пулино-Гутської, Ялинівської сільських рад Пулинського району.
Відповідно до розпорядження Кабінету Міністрів України № 711-р від 12 червня 2020 року «Про визначення адміністративних центрів та затвердження територій територіальних громад Житомирської області», до складу громади було включено територію колишньої Мартинівської сільської територіальної громади (колишні Бабичівська, В'юнківська, Мартинівська та Новозаводська сільські ради) Пулинського району Житомирської області.
Відповідно до постанови Верховної Ради України від 17 червня 2020 року «Про утворення та ліквідацію районів», громада увійшла до складу новоствореного Житомирського району Житомирської області.